# La Rochelle (Charente-Maritime)
La Rochelle is een Franse havenstad aan de Atlantische Oceaan. Het is de hoofdstad van het departement Charente-Maritime (17). De stad telde op 1 januari 2022 79.961 inwoners en was daarmee de grootste stad van het departement.

## Geschiedenis
La Rochelle is ontstaan in de tiende eeuw als vissersdorp en werd vanaf de twaalfde eeuw een belangrijke haven, die de handel beheerste tussen de Loire- en de Girondestreek. In 1130 verwoestte  Willem X van Aquitanië de versterkingen van Châtelaillon, waarna La Rochelle het rijk alleen had. In 1137 maakte de hertog La Rochelle tot vrijhaven. Vijftig jaar later werd Guillaume de Montmirail er tot burgemeester benoemd. Hij was de allereerste burgemeester van Frankrijk. 

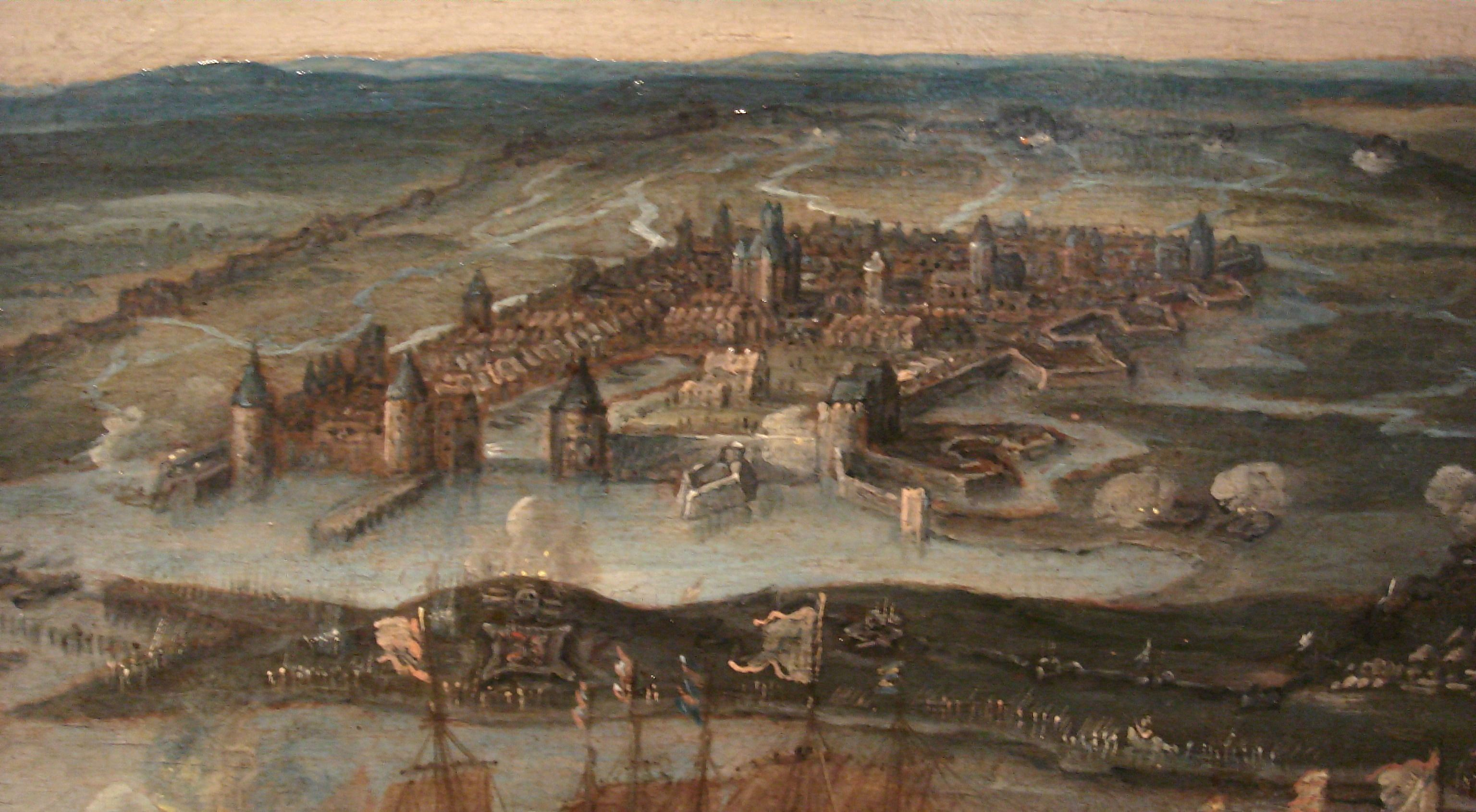
Beleg van La Rochelle (1627-1628)

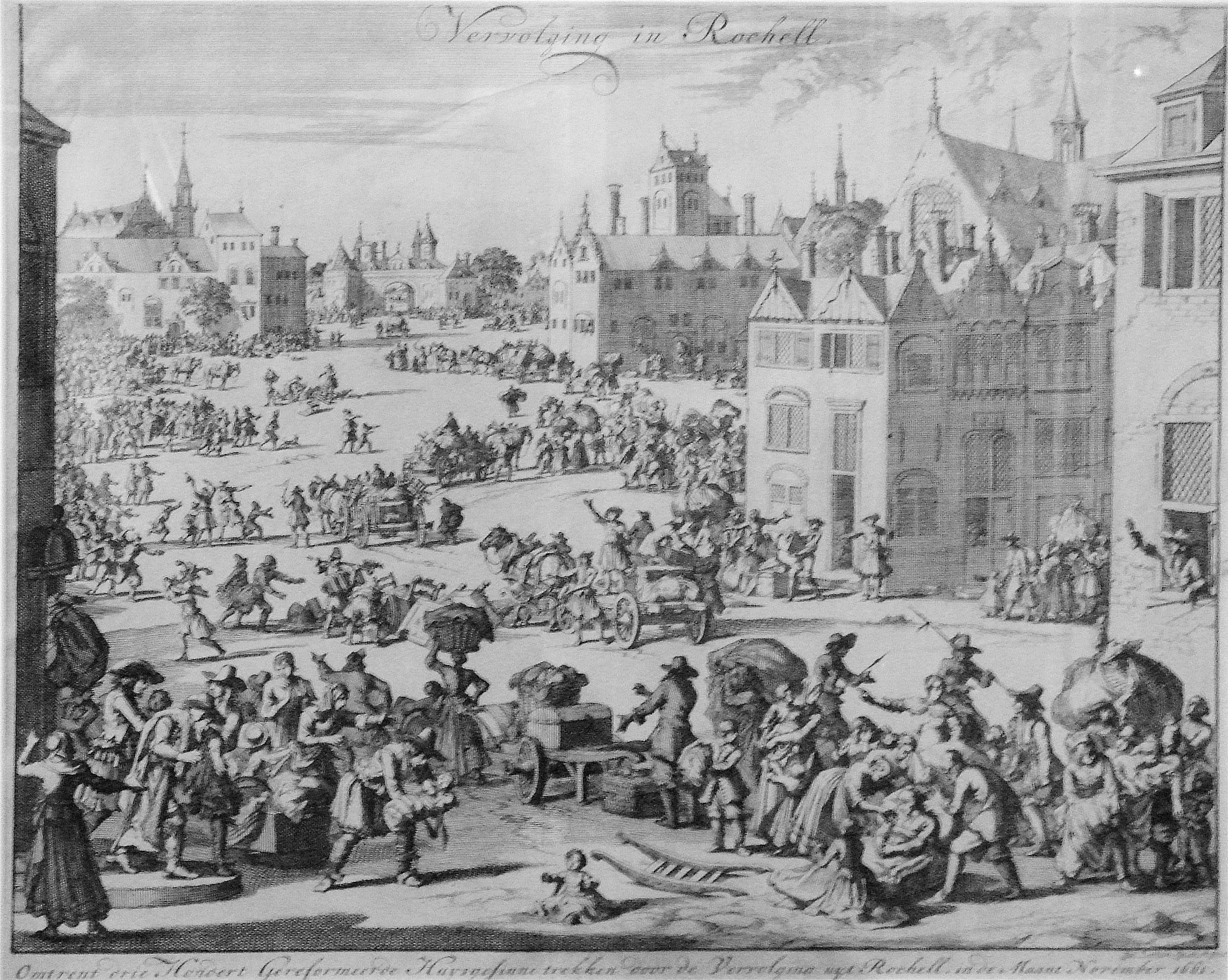
Verdrijving van protestanten uit de stad (1661)

Tot de vijftiende eeuw bleef La Rochelle de grootste haven aan de Atlantische kust. Er werd voornamelijk wijn uit Aunis en Saintonge alsook zout verhandeld met kooplieden van de Hanze, die hier een handelspost hadden.
Tijdens de Renaissance was La Rochelle hervormingsgezind, en op 9 januari 1568 namen de protestanten het bestuur van de stad over. La Rochelle werd het een centrum voor hugenoten en een place de sûreté. In 1573 werd La Rochelle zonder succes belegerd door het koninklijk leger onder leiding van de latere Franse koning, Hendrik, hertog van Anjou. Er brak een periode van vrijheid en voorspoed aan, die tot in de jaren twintig van de zeventiende eeuw zou duren. In 1576 vluchtte Hendrik van Navarra van het hof te Parijs naar het protestantse La Rochelle, waar hij het katholieke geloof opnieuw afzwoer, en optrad als leider van het verbond tussen hugenoten en gematigde katholieken die vrijheid van religie voorstonden.
De stad raakte ten slotte op 10 september 1627 in conflict met het centraal gezag van koning Lodewijk XIII, toen kanonschoten werden gewisseld met koninklijke troepen. Het gevolg was de Belegering van La Rochelle waarbij Kardinaal de Richelieu La Rochelle 14 maanden omsingeld hield, tot de stad zich overgaf, nadat twee derde van de 25.000 inwoners de hongerdood was gestorven. De stad moest haar burgemeester en privileges afstaan. De toenemende vervolging van de hugenoten mondde uit in het intrekken van het Edict van Nantes door Lodewijk XIV in 1685. Veel hugenoten emigreerden, onder andere naar Nederland en naar Noord-Amerika waar ze in 1689 New Rochelle stichtten, in de buurt van het huidige New York.
Er volgde een bloeiperiode, gekenmerkt door intensieve handel met de Nieuwe Wereld (Nouvelle France in Canada, en de Antillen). La Rochelle voerde een levendige driehoekshandel. In Afrika werden tot slaaf gemaakten gekocht, van de plantages op de Antillen suiker, en in Canada bont. De stad maakte artistiek, cultureel, en op het gebied van architectuur een bloeiperiode door.
De stad verloor ten slotte haar handel en boette aan belang in gedurende de periode van de Zevenjarige oorlog, de Franse Revolutie en de napoleontische oorlogen. Tijdens deze periode raakte Frankrijk veel van het gebied dat het in de Nieuwe Wereld bezat kwijt. Bovendien verloor Frankrijk veel van zijn macht op zee door aanhoudende conflicten met het Verenigd Koninkrijk, waardoor de rol van havens als La Rochelle sterk verminderde.
Pas op het einde van de 19e eeuw leefde de handel terug op, met de opening van de diepzeehaven La Pallice in 1890.

### Tweede Wereldoorlog
Tijdens de Tweede Wereldoorlog vestigde de Duitse Kriegsmarine de onderzeebootbasis Lorient in La Pallice, enkele kilometers van La Rochelle. Duitsland hield aan de stad vast tot het einde: bij de onderhandelingen over de Duitse capitulatie werd overeengekomen, dat de Duitsers er ongemoeid zouden worden gelaten en dat de oorlogvoerende partijen zouden afzien van bombardementen. Op 7 mei 1945 vond deze capitulatie plaats en de Duitse bezetters gingen in geallieerde krijgsgevangenschap. Zo werd La Rochelle als laatste Franse stad bevrijd en bleef voor oorlogsverwoestingen zoals die wel in het nabijgelegen Royan hadden plaatsgevonden, gespaard.
In de eerste oorlogsdagen vluchtten Belgische vissers met hun boten naar Frankrijk. Ze deden dit op bevel van de Belgische overheid die ervan uitging dat Frankrijk stand ging houden tegen het Duitse leger en voorzag te verzamelen in Zuid-Frankrijk. Een vijftal Oostendse vissersboten kwam in La Rochelle terecht. Omdat de Duitsers de Fransen wantrouwden, hadden Belgische vissers meer privileges. Dit zorgde voor frictie tussen de Belgen en de lokale Fransen. Na de bevrijding keerden de Belgische vissers naar huis terug.

### Huidige tijd
De stad kent veel historische gebouwen. Het is een van de meest schilderachtige steden aan de Atlantische kust, en aantrekkelijk voor toeristen. In 2013 werd het 14e-eeuwse stadhuis, het oudste van Frankrijk, getroffen door een brand die de daken en het houten schrijnwerk vernielde. Er volgde een restauratie van drie jaar.
La Rochelle heeft nog steeds banden met de zee. Op Les Minimes bevindt zich de grootste haven voor plezierjachten van Europa, en de stad kent veel jachtbouw.

## Bezienswaardigheden
- De oude haven (Vieux-Port) met zijn twee torens, de tour Saint-Nicolas en de tour de la Chaîne
- Tour de la Lanterne
- De kerk Saint-Sauveur
- De kathedraal Saint-Louis
- Het stadhuis (14e eeuw)
- Maison Henri II (16e eeuw), gebouwd voor procureur des konings Hugues Pontard
- Muséum d'Histoire naturelle
- Musée maritime
- Onderzeebootbasis in La Pallice waar de speelfilm Das Boot uit 1981 zich afspeelde.

Bezienswaardigheden
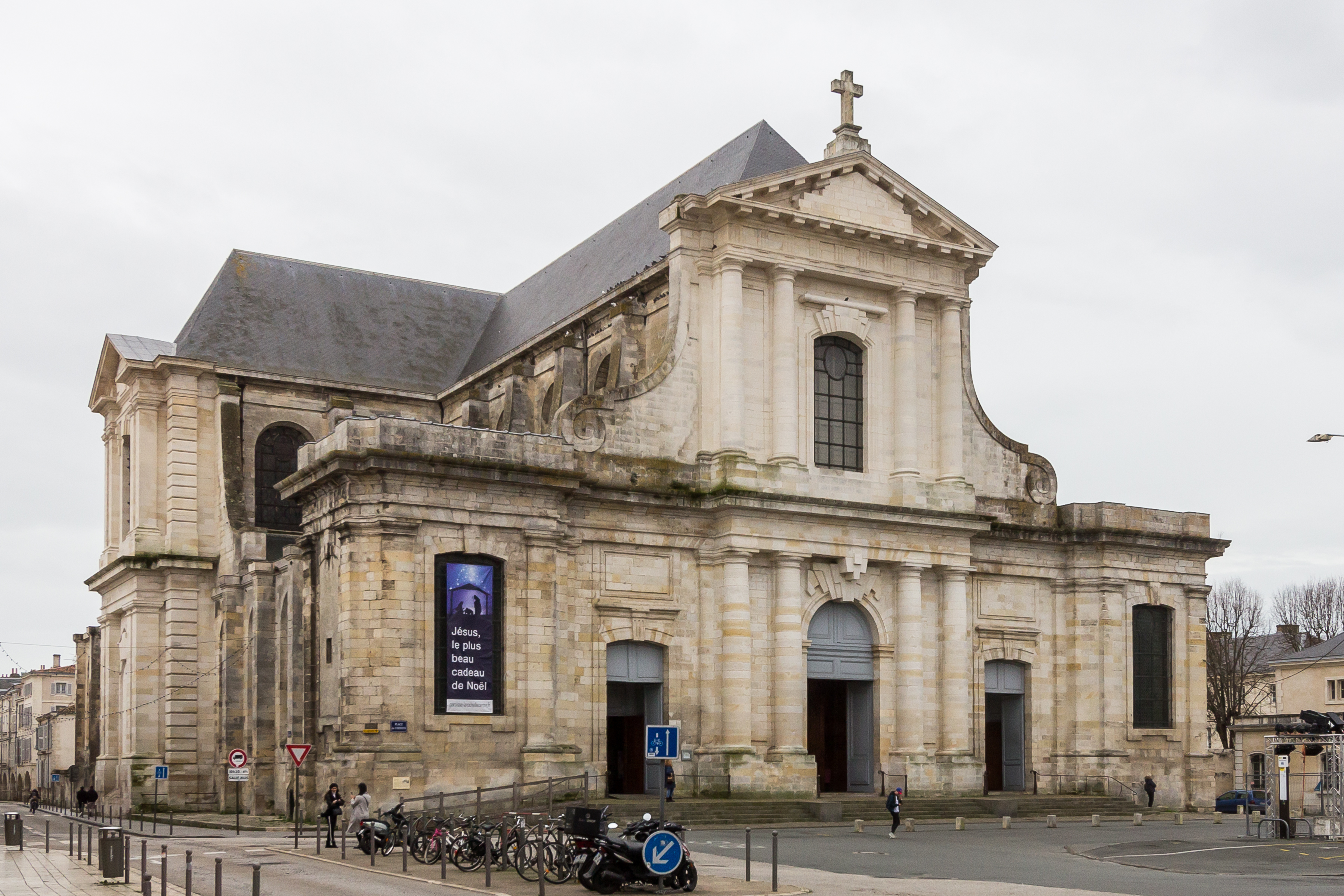
Kathedraal Saint-Louis
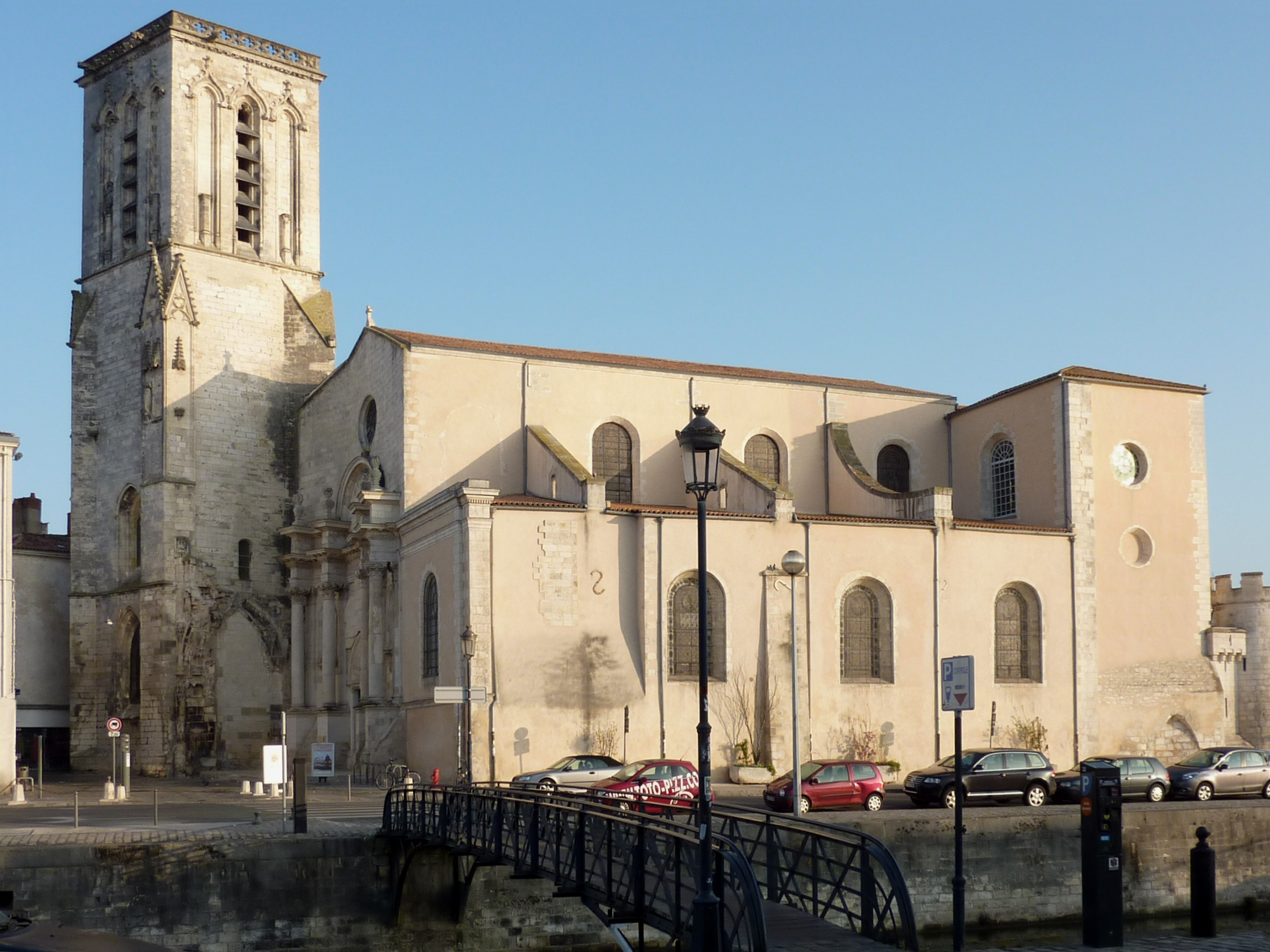
Kerk Saint-Sauveur
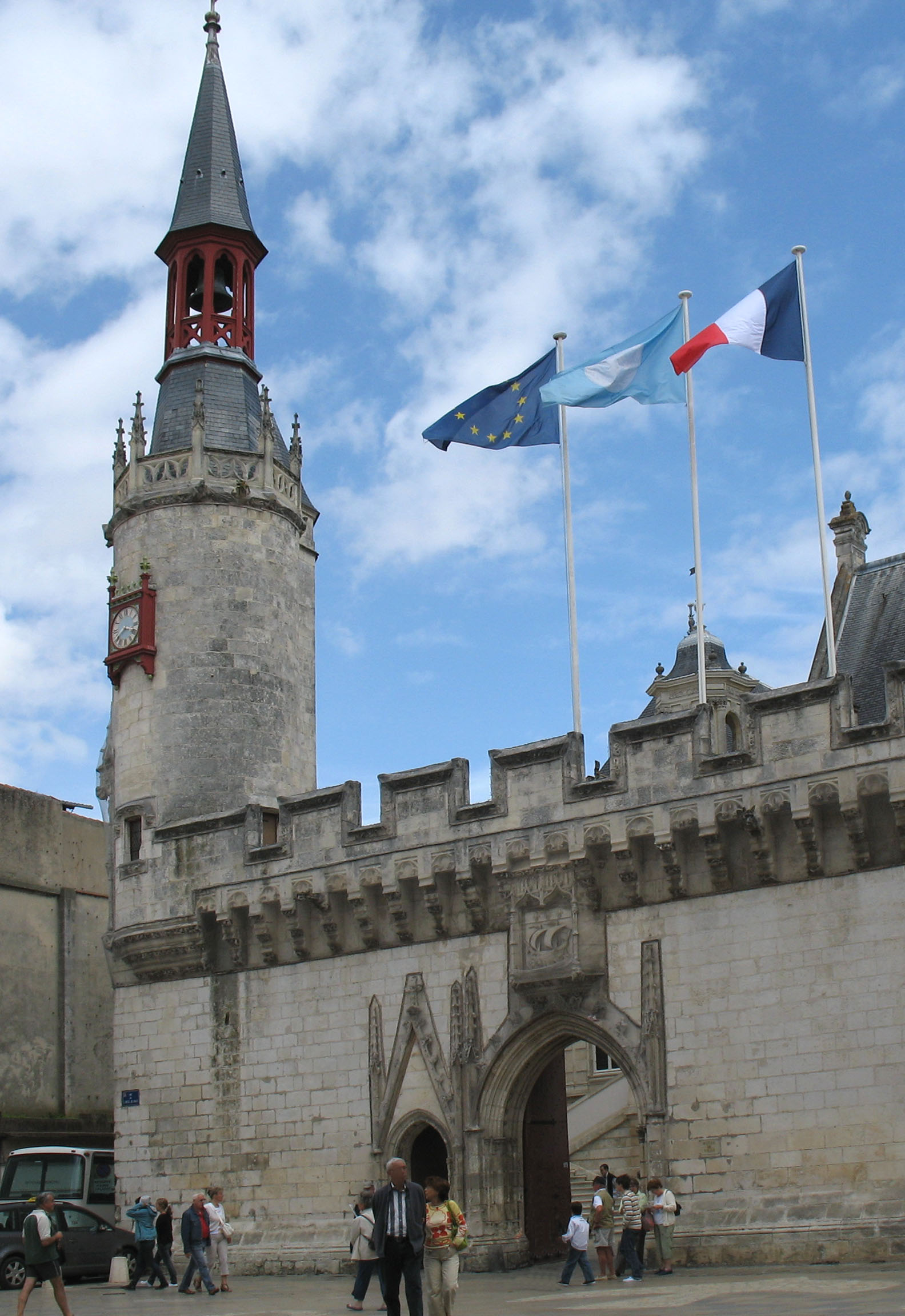
Stadhuis
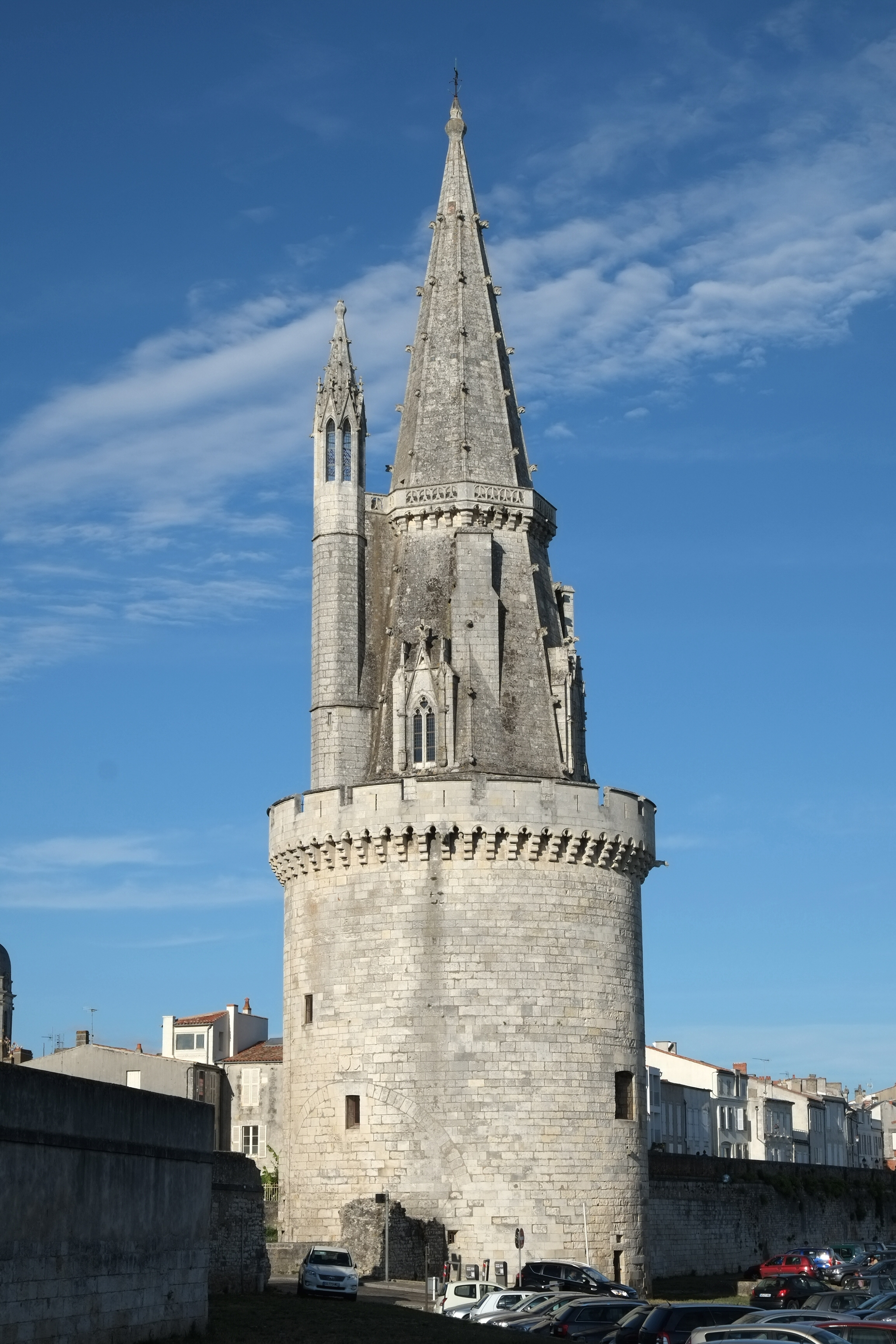
Tour de la Lanterne
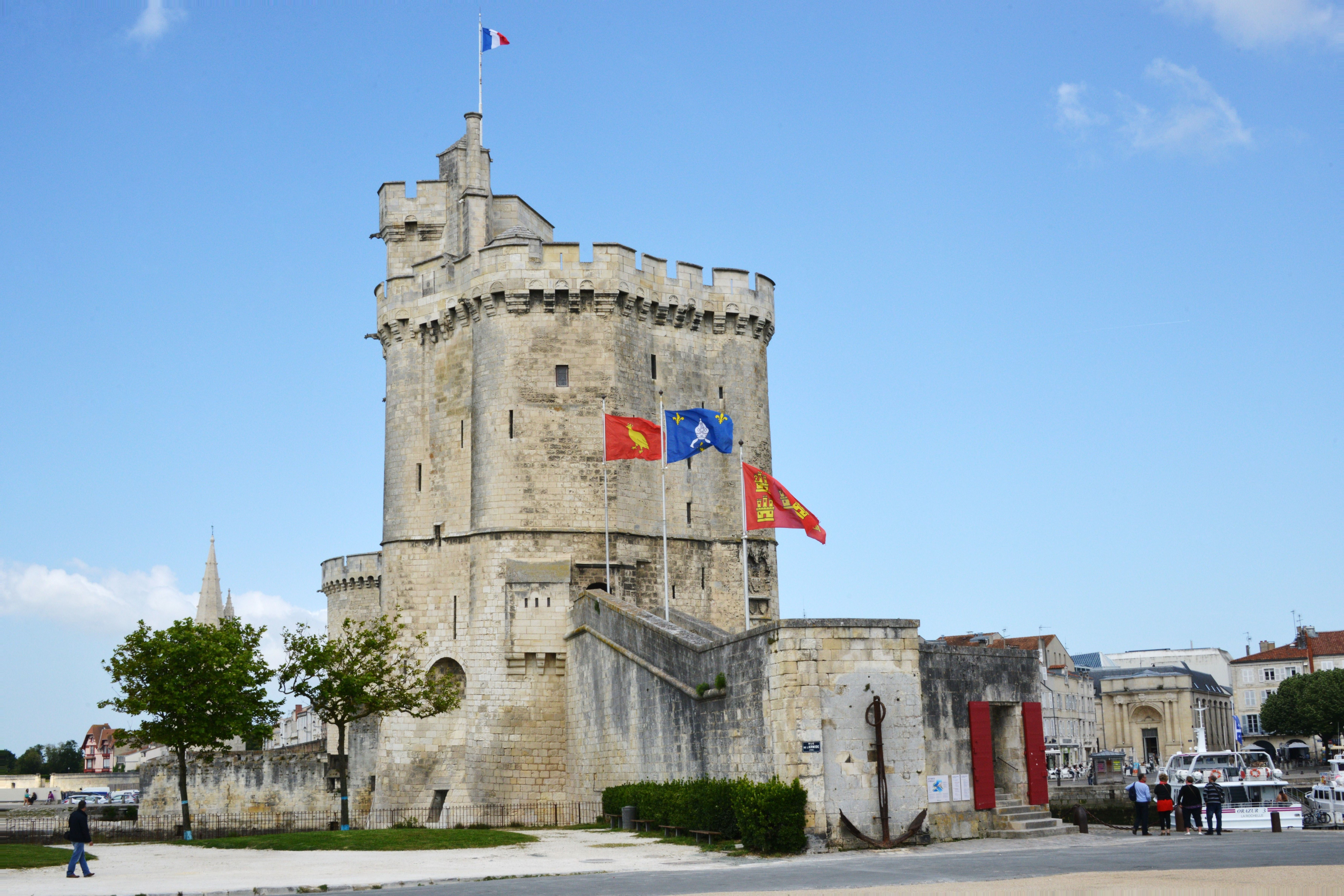
Tour Saint-Nicolas
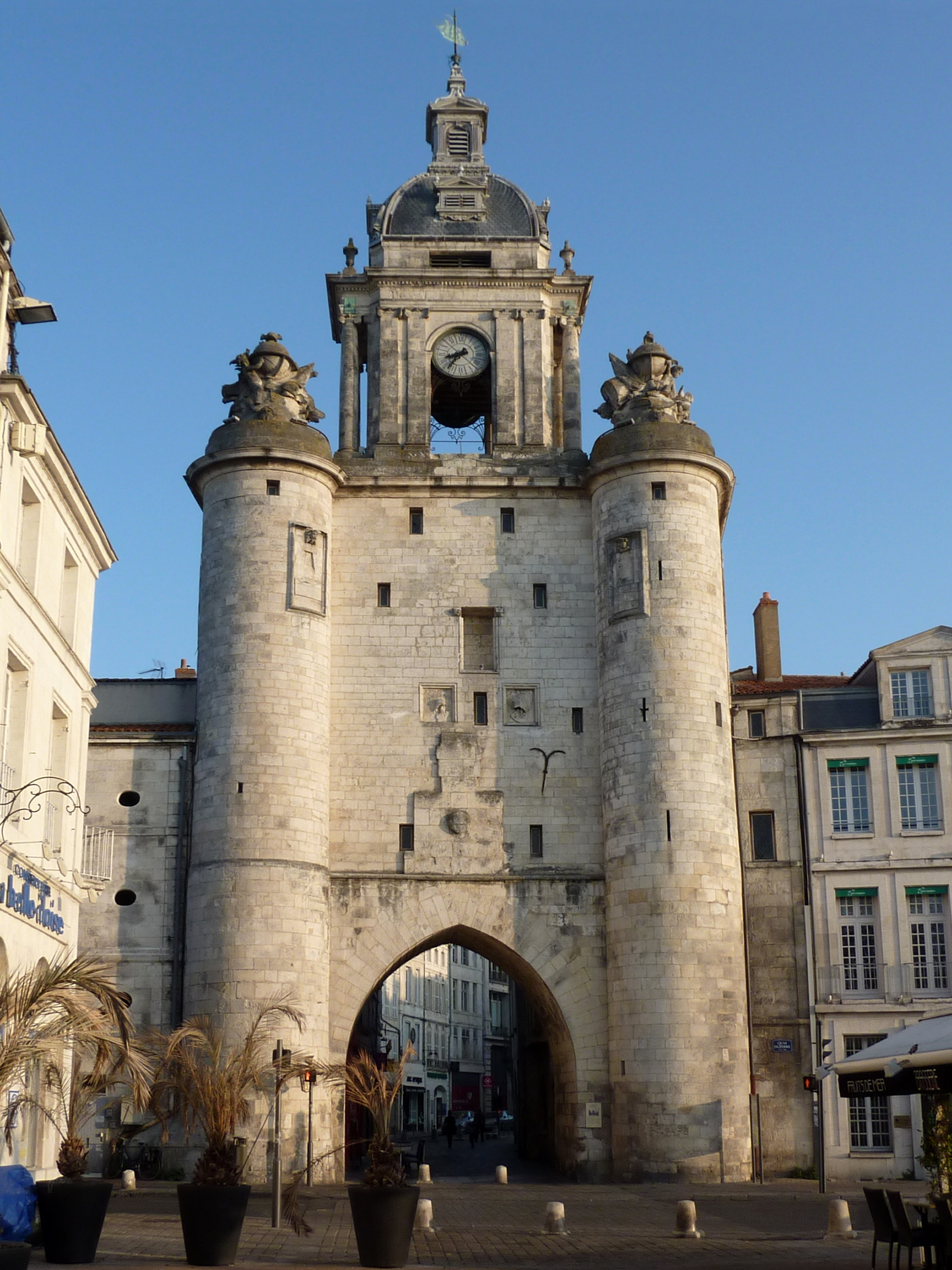
Porte de la Grosse Horloge, voormalige stadspoort
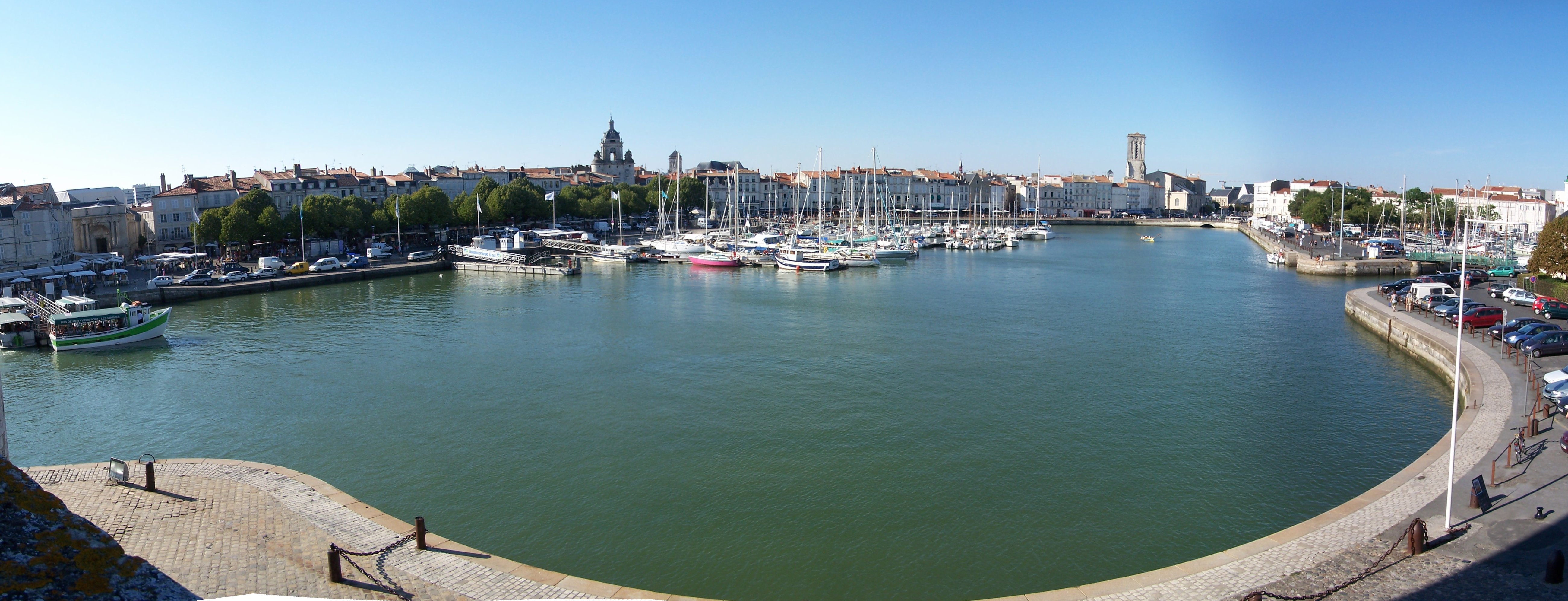
De oude haven

## Verkeer
De stad is met het eiland Île de Ré verbonden door een 2,9 kilometer lange tolbrug, die in 1988 werd voltooid.
In de gemeente liggen de spoorwegstations La Rochelle en La Rochelle-Porte Dauphine.
De luchthaven bij de stad is Aéroport de La Rochelle-Île de Ré.
De oude haven van La Rochelle is door een 24 km lang kanaal naar het stadje Marans verbonden met de rivier de Sèvre Niortaise.
Na 1945 werd de voormalige Duitse onderzeebootbasis La Pallice uitgebouwd tot een 543 ha grote zeehaven die voor schepen tot 200.000 ton bereikbaar is.

## Opleiding
- La Rochelle Business School

## Geografie
De oppervlakte van La Rochelle bedroeg op 1 januari 2022 28,43 vierkante kilometer; de bevolkingsdichtheid was toen 2.812,6 inwoners per km².
De haven ligt aan een zeestraat, de Pertuis d'Antioche.
De onderstaande kaart toont de ligging van La Rochelle met de belangrijkste infrastructuur en aangrenzende gemeenten.

## Demografie
De gemeente telde 79.961 inwoners op 1 januari 2022. Onderstaande figuur toont het verloop van het inwonertal (bron: INSEE-tellingen).

## Sport

### Wielrennen
La Rochelle was 20 keer etappeplaats in de wielerkoers Ronde van Frankrijk. Onder meer Sylvère Maes, Fausto Coppi en Jacques Anquetil wonnen er. In 1983 startte voorlopig voor het laatste een touretappe in La Rochelle.

### Rugby
Rugby is in La Rochelle populair, en de lokale club Stade Rochelais heeft een professioneel team dat bijna onafgebroken op het hoogste niveau in Frankrijk speelt.

## Partnersteden
- Petrozavodsk (Rusland)

## Bekende inwoners van La Rochelle

### Geboren
- David Pietersz. de Vries (1592/1593-1655), Nederlands zeevaarder
- Manuel Dias Soeiro (1604-1657), Joods schrijver
- Aimé Bonpland (1773-1858), botanicus en natuuronderzoeker
- Eugène Fromentin (1820-1876), kunstschilder en schrijver
- William-Adolphe Bouguereau (1825-1905), kunstschilder
- Paul Ramadier (1888-1961), sociaaldemocratisch politicus, eerste president van de Vierde Republiek
- Jean-Loup Chrétien (1938), ruimtevaarder
- Bernard Giraudeau (1947-2010), acteur
- Olivier Roy (1949), politieke wetenschapper
- Nicolas Ardouin (1978), voetballer
- Dimitri Champion (1983), wielrenner